# Root Leeb

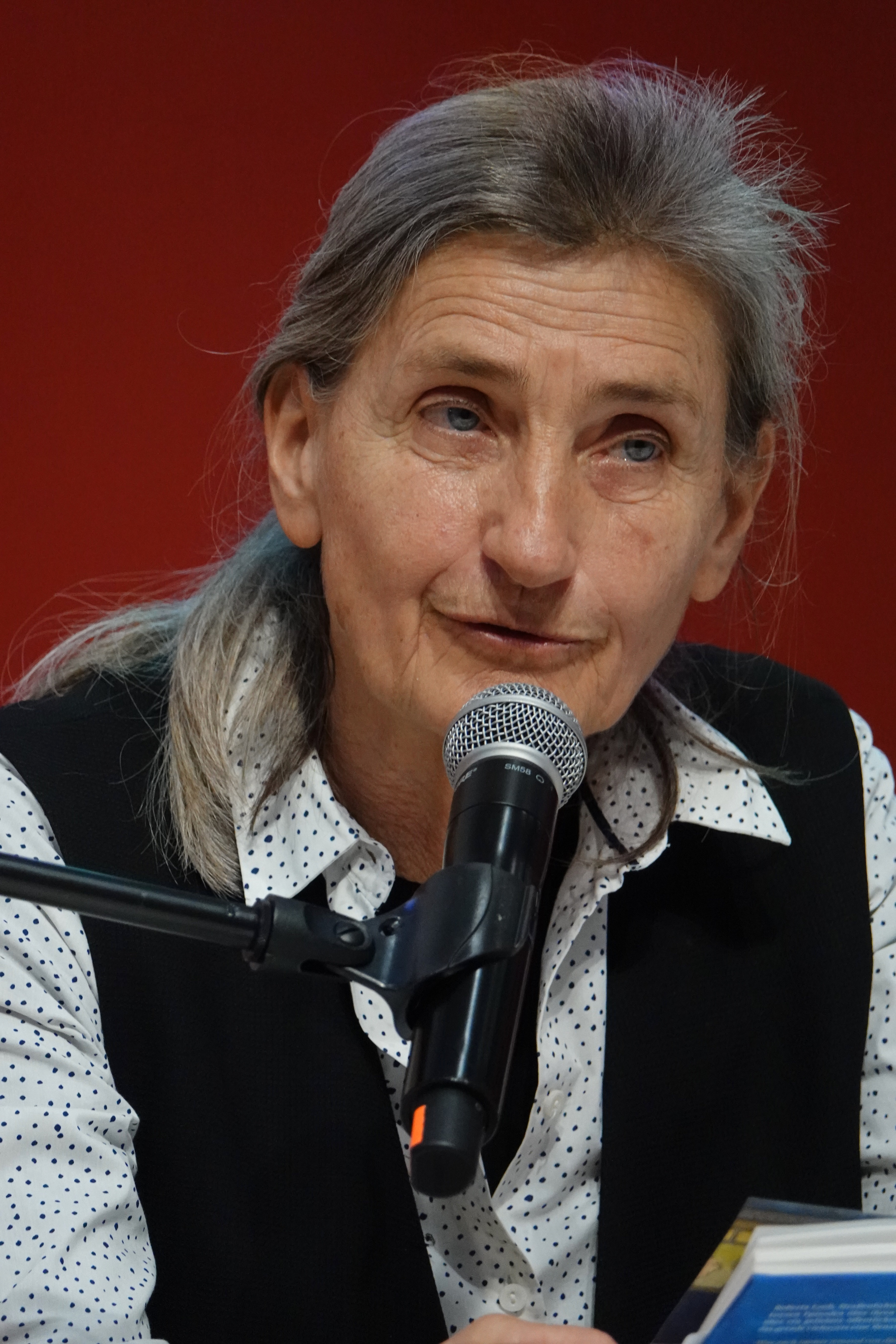
Root Leeb 2024

Root Leeb (geboren am 15. August 1955 in Würzburg) ist eine deutsche Schriftstellerin, Malerin und Illustratorin. Neben ihren eigenen hat Leeb auch Werke anderer Künstler illustriert; besonders bekannt wurde sie als Illustratorin und Gestalterin der Bücher von Rafik Schami sowie der deutschen Ausgaben der Bücher von John Strelecky.

## Leben
Root Leeb lebte bis 1965 in Veitshöchheim in der Nähe von Würzburg, darauf besuchte sie fünf Jahre lang ein Internat in Regensburg. 1974 schloss sie ihre Schulbildung in München mit dem Abitur ab und studierte danach, ebenfalls in München, zunächst Germanistik und Philosophie (Abschluss M.A.), dann Sozialpädagogik (Abschluss Dipl. Soz. Päd. (FH)).
Anschließend unterrichtete Root Leeb zunächst zwei Jahre in Ingolstadt Deutsch als Fremdsprache, ehe sie sechs Jahre in München als Straßenbahnfahrerin arbeitete. Auf die Erfahrungen und Erlebnisse dieser Zeit ging 1994 ihre erste selbständige Veröffentlichung als Schriftstellerin zurück, der Roman Tramfrau, Aufzeichnungen und Abenteuer der Straßenbahnfahrerin Roberta Laub.
Root Leeb ist seit 1991 mit Rafik Schami verheiratet. Das Paar lebt in Rheinland-Pfalz und hat einen 1992 geborenen Sohn, den Schriftsteller Emil Fadel.

## Veröffentlichungen (Auswahl)
Romane und Erzählungen
- Tramfrau. Aufzeichnungen und Abenteuer der Straßenbahnfahrerin Roberta Laub. Erweiterte Neuausgabe, Ars Vivendi, Cadolzburg 2003, ISBN 3-89716-383-7 (Erstausgabe: eFeF/Edition Ebersbach, Dortmund 1994, ISBN 3-905493-66-7)
- Mittwoch Frauensauna. Roman. dtv, München 2003, ISBN 3-423-20653-5 (Originalausgabe: Ars Vivendi, Cadolzburg 2001, ISBN 3-89716-238-5)
- Hero. Impressionen einer Familie, Roman. dtv, München 2014, ISBN 978-3-423-21523-7 (Originalausgabe: Ars Vivendi, Cadolzburg 2012, ISBN 978-3-86913-175-7)
- Die dicke Dame und andere kurze Geschichten. Ars Vivendi, Cadolzburg 2013, ISBN 978-3-86913-268-6
- Don Quijotes Schwester. Ars Vivendi, Cadolzburg 2015, ISBN 978-3-86913-573-1
- Gespräche auf dem Meeresgrund. Verlag Freies Geistesleben, Stuttgart 2022, ISBN 978-3-7725-3035-7

Bildergeschichten
- Mein Morgenfahrgast war ein Rabe, Verlag Thomas Reche, Passau 1997, ISBN 3-929566-15-X

Kinderbücher
- Das ist Trippel. Bildergeschichten zum Erzählen. dtv-Junior, München 1994, ISBN 3-423-70342-3